# گروه بافته

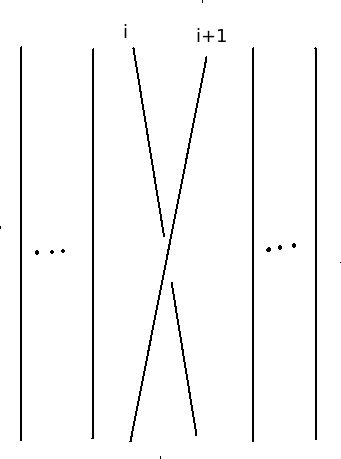
گروه بافته (به انگلیسی: Braid group) در ریاضیات نام یک گروه است که در نظریه گره کاربرد دارد.